# Italiaans voetbalkampioenschap 1927/28
Het Italiaans voetbalkampioenschap 1927/28 was het 27e kampioenschap (Scudetto) van Italië. Kampioen werd Torino.

## Eindstand
| Teams       | Gespeeld | Winst | Gelijk | Verlies | Punten | Voor | Tegen | Saldo |
| Torino      | 14       | 8     | 3      | 3       | 19     | 33   | 18    | 15    |
| Genoa       | 14       | 7     | 3      | 4       | 17     | 30   | 27    | 3     |
| Juventus    | 14       | 7     | 2      | 5       | 16     | 23   | 17    | 6     |
| Alessandria | 14       | 6     | 4      | 4       | 16     | 31   | 25    | 6     |
| Bologna     | 14       | 5     | 5      | 4       | 15     | 28   | 18    | 10    |
| Milan       | 14       | 5     | 4      | 5       | 14     | 21   | 24    | -3    |
| Inter       | 14       | 5     | 1      | 8       | 11     | 27   | 37    | -10   |
| Casale      | 14       | 1     | 2      | 11      | 4      | 14   | 41    | -27   |

## Uitslagen
|             | ALE | BOL | CAS | GEN | INT | JUV | MIL | TOR |
| Alessandria |     | 1-1 | 5-1 | 5-1 | 6-3 | 2-0 | 2-0 | 2-1 |
| Bologna     | 1-1 |     | 7-0 | 3-1 | 3-1 | 0-2 | 5-0 | 1-1 |
| Casale      | 5-0 | 3-4 |     | 0-4 | 1-3 | 0-2 | 2-2 | 0-3 |
| Genoa       | 2-1 | 2-0 | 1-1 |     | 6-0 | 3-0 | 2-2 | 2-1 |
| Inter       | 4-3 | 3-1 | 3-0 | 2-2 |     | 1-4 | 2-3 | 1-3 |
| Juventus    | 0-0 | 1-1 | 3-0 | 6-1 | 1-0 |     | 0-1 | 1-4 |
| Milan       | 3-0 | 1-1 | 2-0 | 1-2 | 1-2 | 3-1 |     | 2-2 |
| Torino      | 3-3 | 1-0 | 2-1 | 5-1 | 3-2 | 1-2 | 3-0 |     |

Scudetto:
1898 ·
1899 ·
1900 ·
1901 ·
1902 ·
1903 ·
1904 ·
1905 ·
1906 ·
1907 ·
1908 ·
1909 ·
1909/10 ·
1910/11 ·
1911/12 ·
1912/13 ·
1913/14 ·
1914/15 ·
1915/16 · 1916/17 · 1917/18 · 1918/19 · 
1919/20 ·
1920/21 ·
1921/22 ·
1922/23 ·
1923/24 ·
1924/25 ·
1925/26 ·
1926/27 ·
1927/28 ·
1928/29

Serie A:
1929/30 ·
1930/31 ·
1931/32 ·
1932/33 ·
1933/34 ·
1934/35 ·
1935/36 ·
1936/37 ·
1937/38 ·
1938/39 ·
1939/40 ·
1940/41 ·
1941/42 ·
1942/43 ·
1944/45 ·
1945/46 ·
1946/47 ·
1947/48 ·
1948/49 ·
1949/50 ·
1950/51 ·
1951/52 ·
1952/53 ·
1953/54 ·
1954/55 ·
1955/56 ·
1956/57 ·
1957/58 ·
1958/59 ·
1959/60 ·
1960/61 ·
1961/62 ·
1962/63 ·
1963/64 ·
1964/65 ·
1965/66 ·
1966/67 ·
1967/68 ·
1968/69 ·
1969/70 ·
1970/71 ·
1971/72 ·
1972/73 ·
1973/74 ·
1974/75 ·
1975/76 ·
1976/77 ·
1977/78 ·
1978/79 ·
1979/80 ·
1980/81 ·
1981/82 ·
1982/83 ·
1983/84 ·
1984/85 ·
1985/86 ·
1986/87 ·
1987/88 ·
1988/89 ·
1989/90 ·
1990/91 ·
1991/92 ·
1992/93 ·
1993/94 ·
1994/95 ·
1995/96 ·
1996/97 ·
1997/98 ·
1998/99 ·
1999/00 ·
2000/01 ·
2001/02 ·
2002/03 ·
2003/04 ·
2004/05 ·
2005/06 ·
2006/07 ·
2007/08 ·
2008/09 ·
2009/10 ·
2010/11 ·
2011/12 ·
2012/13 ·
2013/14 ·
2014/15 ·
2015/16 ·
2016/17 .
2017/18 ·
2018/19 ·
2019/20 ·
2020/21 ·
2021/22 ·
2022/23 ·
2023/24 .
2024/25